# Чагдуров, Александр Сергеевич
Александр Сергеевич Чагдуров (1983 год) — российский самбист, бронзовый призёр чемпионата России по боевому самбо, чемпион Европы, мастер спорта России.

## Спортивные результаты
- Чемпионат России по боевому самбо 2008 года — ;